# Liste der Fernstraßen in Sambia
Diese Liste führt die öffentlichen überregionalen Straßen in Sambia auf. Es gibt vier Klassen von Straßen. Das sind zum ersten die Fernstraßen beginnend mit T (trunk road), zum zweiten Hauptstraßen beginnend mit M (main road), zum dritten Distriktstraßen beginnend mit D (district road) und zum vierten RD-Straßen beginnend mit RD. In Sambia herrscht Linksverkehr.

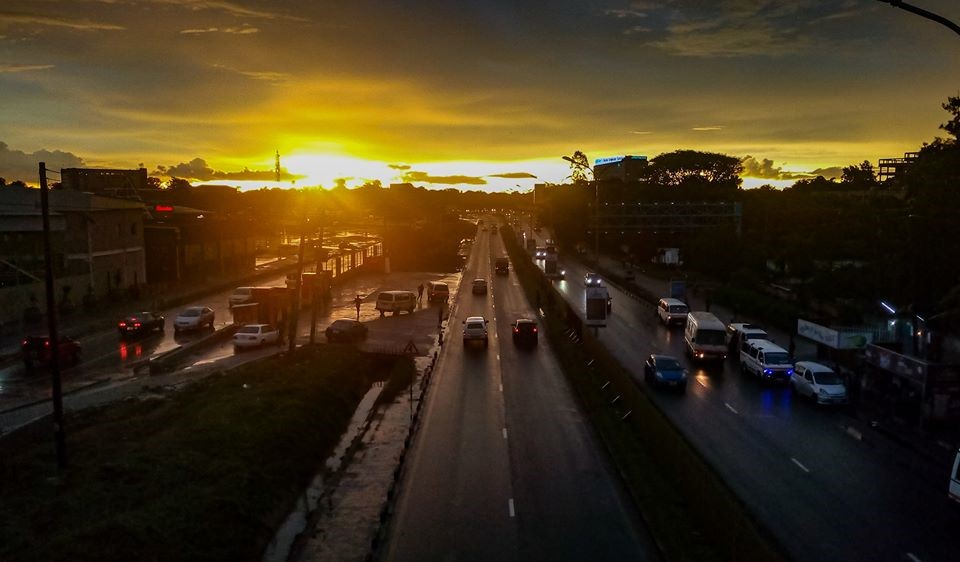
Sonnenuntergang auf Great East Road in Lusaka

Die ursprüngliche Zuständigkeit für die öffentlichen Straßen Sambias lag bei der inzwischen aufgelösten nationalen Straßenbehörde (National Roads Board). Das sambische Parlament beschloss im Jahre 2002 drei Gesetze (Road Traffic Act No. 11 of 2002, Public Roads Act No. 12 of 2002, National Road Fund Act No. 13 of 2002), mit denen die bisherige Verwaltungsstruktur in drei neuen Agenturen aufging, die dem Ministry of Transport, Works, Supply & Communications unterstehen. Erst im Jahre 2005 nahmen die neuen Institutionen effektiv ihre Funktion auf. Das sind demzufolge:
- Road Transport and Safety Agency RTSA (übernahm die Aufgabenbereiche des National Road Safety Council and National Transport)[3]
- Road Development Agency RDA (übernahm die Aufgabenbereiche des Roads Department)
- National Road Fund Agency NRFA

Auf einigen Strecken sind seit 2013 Mautstellen eingerichtet. Das System der Straßennutzungsgebühren befindet sich seither in einer Erprobungsphase. Zuständig ist die Road Development Agency.

## Fernstraßen (trunk roads)
| Symbol | Name | Verlauf | Länge   |
| ------ | ---- | --- | ------- |
| T1     | T1   | Kafue River Bridge T2 – Mazabuka – Choma – Kalomo – Livingstone – Grenze zu Simbabwe (A8)                                                       | 520 km  |
| T2     | T2   | Grenze zu Tansania (T1) – Nakonde – Mpika – Serenje – Kapiri Mposhi T3 – Lusaka T4 – Kafue River Bridge T1 – Chirundu – Grenze zu Simbabwe (A1) | 1170 km |
| T3     | T3   | Kapiri Mposhi T2 – Ndola – Kitwe – Chingola T5 – Grenze zur Demokratischen Republik Kongo, nach Lubumbashi (N1)                                 | 250 km  |
| T4     | T4   | Lusaka T2 – Nyimba – Katete – Chipata – Grenze zu Malawi (M12)                                                                                  | 600 km  |
| T5     | T5   | Chingola T3 – Solwezi – Mwinilunga – Ikelenge – Grenze zu Angola                                                                                | 560 km  |
| T6     | T6   | Katete T2 – Chimefusa – Chanida Border Post – Grenze zu Mosambik (EN9)                                                                          | 65 km   |

## Hauptstraßen
| Symbol | Name | Verlauf                                                           | Länge  |
| ------ | ---- | ----------------------------------------------------------------- | ------ |
| M1     | M1   | Mpika – Kasama – Mbala                                            | 410 km |
| M2     | M2   | Mbala – Mpulungu                                                  | 40 km  |
| M3     | M3   | Kasama – Mansa – Chembe – Grenze zur Demokratische Republik Kongo | 520 km |
| M4     | M4   | Garneton – Mufulira – Ndola                                       | 86 km  |
| M8     | M8   | Mutanda – Zambezi                                                 | 465 km |
| M9     | M9   | Lusaka – Mongu                                                    | 610 km |
| M10    | M10  | Livingstone – Mongu                                               | 510 km |
| M11    | M11  | Choma – Ngoma                                                     | 235 km |
| M12    | M12  | Lundazi – Chipata                                                 | 180 km |
| M13    | M13  | Mansa – Kawambwa                                                  | 200 km |
| M14    | M14  | William Simbeye – Chipanga – Grenze nach Malawi                   | 80 km  |
| M15    | M15  | Sigongo – Siavonga – Grenze nach Simbabwe                         | 65 km  |
| M18    | M18  | Kawana – Kitwe                                                    | 270 km |
| M20    | M20  | Mumbwa – Kombwe                                                   | 100 km |